# 丰特皮涅尔
丰特皮涅尔，是西班牙卡斯蒂利亚-莱昂塞戈维亚省的一个市镇。 总面积12平方公里，总人口172人（2001年），人口密度14人/平方公里。